# Tadeusz Kaczyński

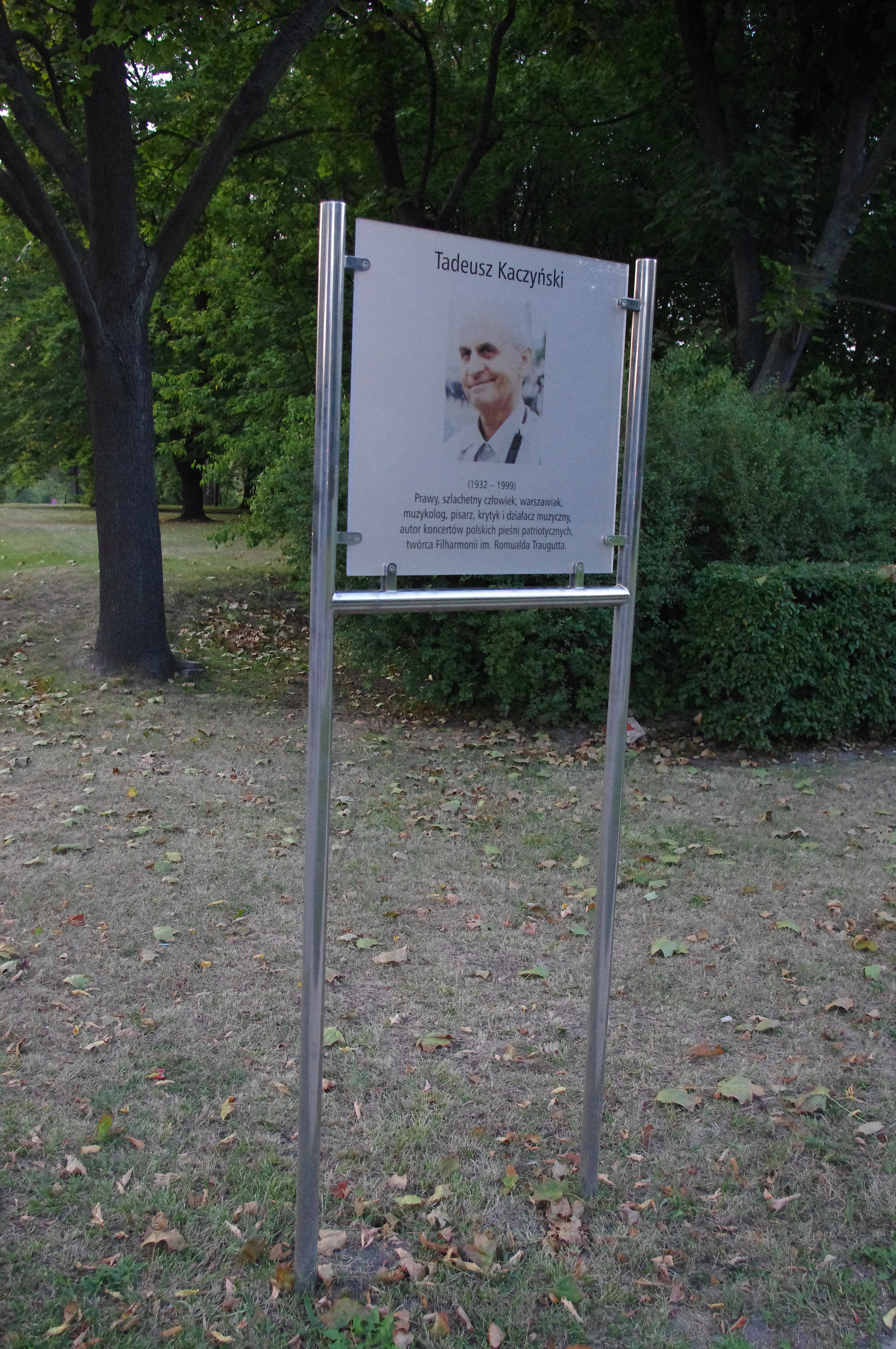
Tablica upamiętniająca Tadeusza Kaczyńskiego w Parku Romualda Traugutta w Warszawie

Tadeusz Kaczyński (ur. 18 lutego 1932 w Warszawie, zm. tragicznie 10 września 1999 w Dolinie Chochołowskiej) – założyciel i współtwórca Filharmonii im. Romualda Traugutta, muzykolog, krytyk muzyczny, autor wielu książek.

## Życiorys
Pochodził z polsko-ormiańskiej rodziny, jego babcia Helena była siostrą Kajetana Amirowicza, proboszcza parafii ormiańsko-katolickiej w Śniatynie.
Studia muzykologiczne ukończył na Uniwersytecie Jagiellońskim. Był uczniem prof. Józefa W. Reissa, prof. Zdzisława Jachimeckiego i prof. Stefanii Łobaczewskiej. W późniejszych latach kontynuował edukację muzyczną u Oliviera Messiaena w Paryżu. W latach 1956–1957 był redaktorem muzycznym Polskiego Radia. Od 1960 roku, przez ponad trzy dekady, zasiadał w redakcji „Ruchu Muzycznego”. Przewodniczył Sekcji Muzykologów Związku Kompozytorów Polskich, działał w Stowarzyszeniu Polskich Artystów Muzyków, był członkiem komisji repertuarowej Międzynarodowego Festiwalu Muzyki Współczesnej „Warszawska Jesień”.
Pozostawił szereg prac o kompozytorach XX wieku i polsko-francuskich stosunkach muzycznych, z których na czoło wysuwają się Rozmowy z Witoldem Lutosławskim (1972, książka tłumaczona na język niemiecki: 1976, angielski: 1984) i Messiaen (1984) oraz Andrzej Panufnik i jego muzyka (1994). Był pierwszym po II wojnie światowej polskim muzykologiem, który przeprowadził wywiad z Aleksandrem Tansmanem, przypominając krajowej opinii publicznej sylwetkę i twórczość osiadłego w Paryżu polskiego kompozytora.
W 1981 roku był członkiem Komisji Kultury NSZZ Solidarność regionu Mazowsze. Podczas stanu wojennego działał w Prymasowskim Komitecie Pomocy Osobom Pozbawionym Wolności i ich Rodzinom.
Założyciel, autor scenariuszy i kierownik artystyczny Filharmonii im. Romualda Traugutta w Warszawie. W pierwszych latach swego istnienia filharmonia działała nielegalnie, gdyż powstała w okresie stanu wojennego jako grupa muzyków i aktorów, zajmująca się przypominaniem zakazanych w PRL i w związku z tym nieznanych młodemu pokoleniu pieśni patriotycznych. Koncerty odbywały się przeważnie w kościołach Warszawy (św. Jacka, Nawiedzenia Najświętszej Marii Panny i św. Stanisława Kostki) i innych miast. Po 1989 roku filharmonia rozszerzyła swą działalność występując w prestiżowych salach koncertowych, na festiwalach i zagranicą.
Na wniosek Ministra Kultury i Sztuki za swoje zasługi Tadeusz Kaczyński został odznaczony pośmiertnie przez Prezydenta Rzeczypospolitej Polskiej Krzyżem Kawalerskim Orderu Odrodzenia Polski.

## Wybrane publikacje
- Rozmowa z Aleksandrem Tansmanem, „Ruch Muzyczny” 1967, nr 12, s. 6–7.
- Dzieje sceniczne Halki, Kraków 1969.
- Młodzi kompozytorzy polscy w Paryżu w latach 1926–1950 a stosunki muzyczne polsko-francuskie, „Muzyka” 1972, nr 2, s. 106–127.
- Rozmowy z Witoldem Lutosławskim, Kraków 1972.
- Rozmowa z Aleksandrem Tansmanem, „Ruch Muzyczny” 1973, nr 20, s. 3–5.
- Rozmowa z Aleksandrem Tansmanem, „Ruch Muzyczny” 1974, nr 1, s. 11–13.
- Gespräche mit Witold Lutosławski, Leipzig 1976.
- Między Polską a Francją, „Ruch Muzyczny” 1977, nr 13, s. 6–7.
- Stowarzyszenie Młodych Muzyków Polaków w Paryżu, „Muzyka” 1978, nr 3, s. 5–15.
- Oliviera Messiaena „Kwartet na koniec świata”, „Muzyka” 1978, nr 4, s. 43–68.
- Messiaen, Kraków 1984.
- Conversations with Witold Lutoslawski, London 1984.
- Lutosławski, ou la conscience du compositeur [w:] Komponisten des 20. Jahrhunderts in der Paul Sacher Stiftung, red. Hans Jörg Jans, Felix Meyer, Ingrid Westen, Basel 1986.
- Andrzej Panufnik i jego muzyka, Warszawa 1994.
- Lutosławski. Życie i muzyka, Warszawa 1994.
- Lwów w muzyce polskiej, „Kamerton” 1996, nr 1/2, s. 2–6.
- Witold Lutosławski w świetle korespondencji. W drugą rocznicę śmierci, „Ruch Muzyczny” 1996, nr 3, s. 6–7.
- Niedoceniony przez swoich. W drugą rocznicę śmierci Witolda Lutosławskiego, „Tygodnik Powszechny” 1996, nr 8, s. 13.
- Trudny powrót. Piąta rocznica śmierci Andrzeja Panufnika, „Tygodnik Powszechny” 1996, nr 44, s. 14.
- Wizyta u Henriego Dutilleux, „Ruch Muzyczny” 1996, nr 8, s. 5–9.
- Tansman i jego czasy [rec.] Janusz Cegiełła, Dziecko szczęścia. Aleksander Tansman i jego czasy, T. 1–2, Łódź 1996, „Ruch Muzyczny” 1997, nr 2, s. 38–39.
- Tansman znów w Paryżu, „Ruch Muzyczny” 1998, nr 1, s. 12–14.
- Entre la Pologne et la France [w:] Hommage au compositeur Alexandre Tansman (1897–1986), red. Pierre Guillot, Paris 2000.
- Lutosławski nieznany, „Ruch Muzyczny” 2007, nr 3, s. 6–13.
- Konstytucja 3 Maja w pieśni i piosence [w:] Witaj, majowa jutrzenko. Konstytucja 3 Maja w pieśni i piosence, oprac. Adam Buszko, Warszawa 2014.

## Dyskografia
- Kolędy patriotyczne, oprac. Tadeusz Kaczyński, wyd. Agencja Impresaryjna Cantus Krzysztof Kur, Filharmonia im. Romualda Traugutta, 1991.
- Pieśni Powstania Warszawskiego, oprac. Tadeusz Kaczyński, wyd. Agencja Impresaryjna Cantus Krzysztof Kur, Filharmonia im. Romualda Traugutta, 1994.
- My, Pierwsza Brygada. Pieśni legionowe i ułańskie, oprac. Tadeusz Kaczyński, wyd. Filharmonia im. Romualda Traugutta, 1998.